# خوزه کاسادو دل آلیسال
خوزه کاسادو دل آلیسال (به اسپانیایی: José Casado del Alisal) نقاش پُرترهٔ اهل اسپانیا بود. وی آثار برجسته‌ای در سبک اورینتالیسم از خود باقی گذاشته‌است.

## برخی آثار

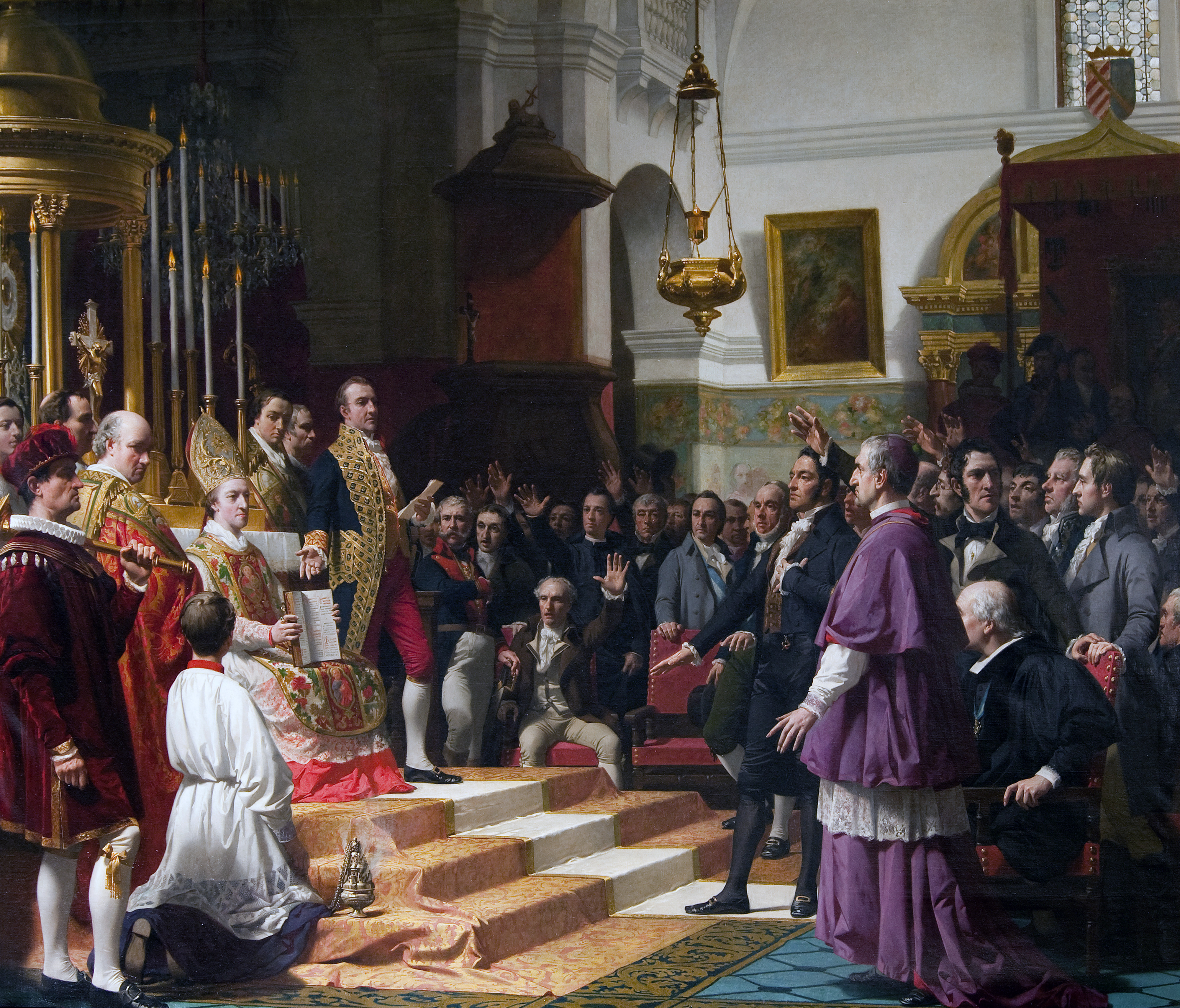
تحلیف مجلس کادیز ۱۸۶۳ م. موزه دل پرادو
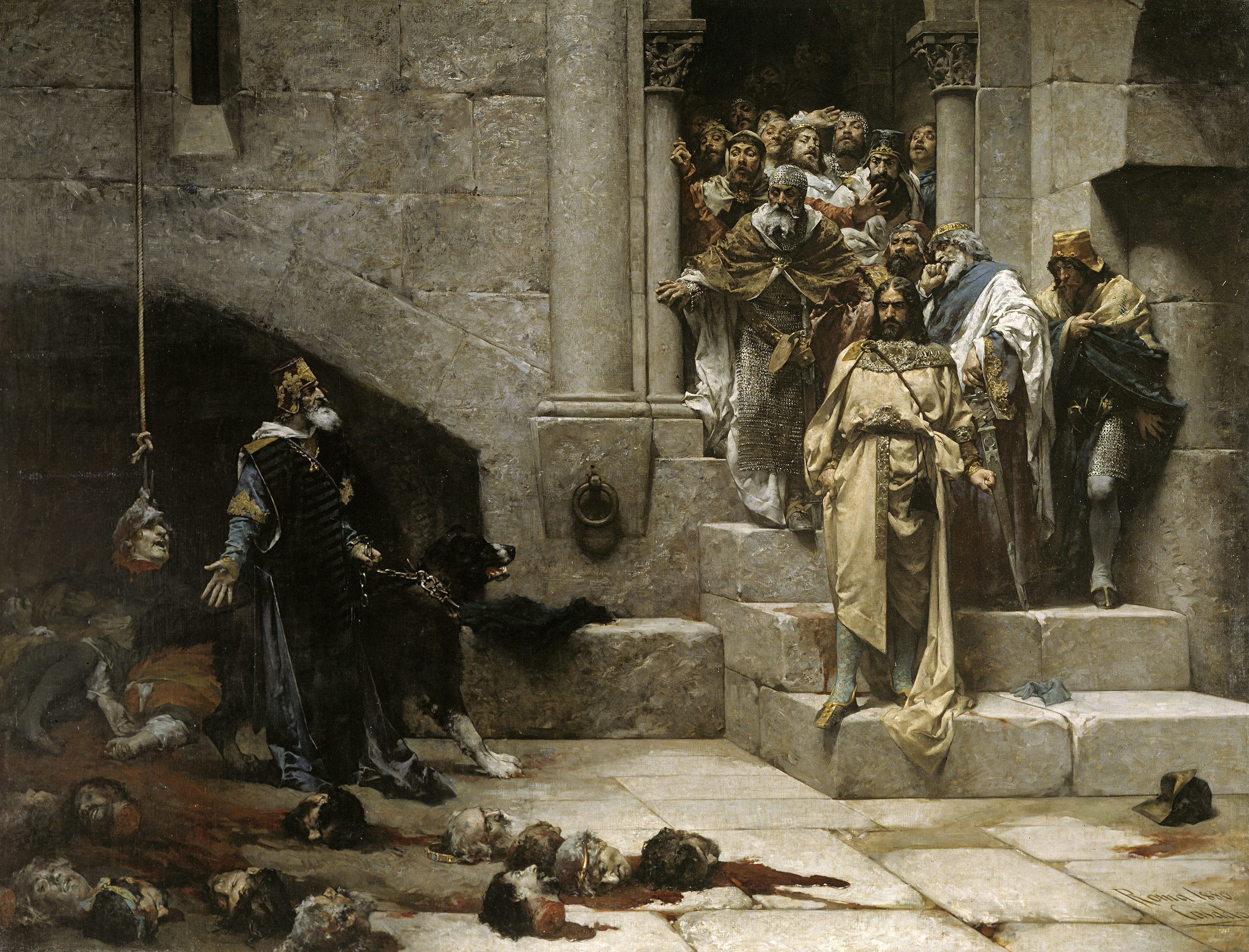
زنگ اوئسکا ۱۸۸۰ م. موزه دل پرادو
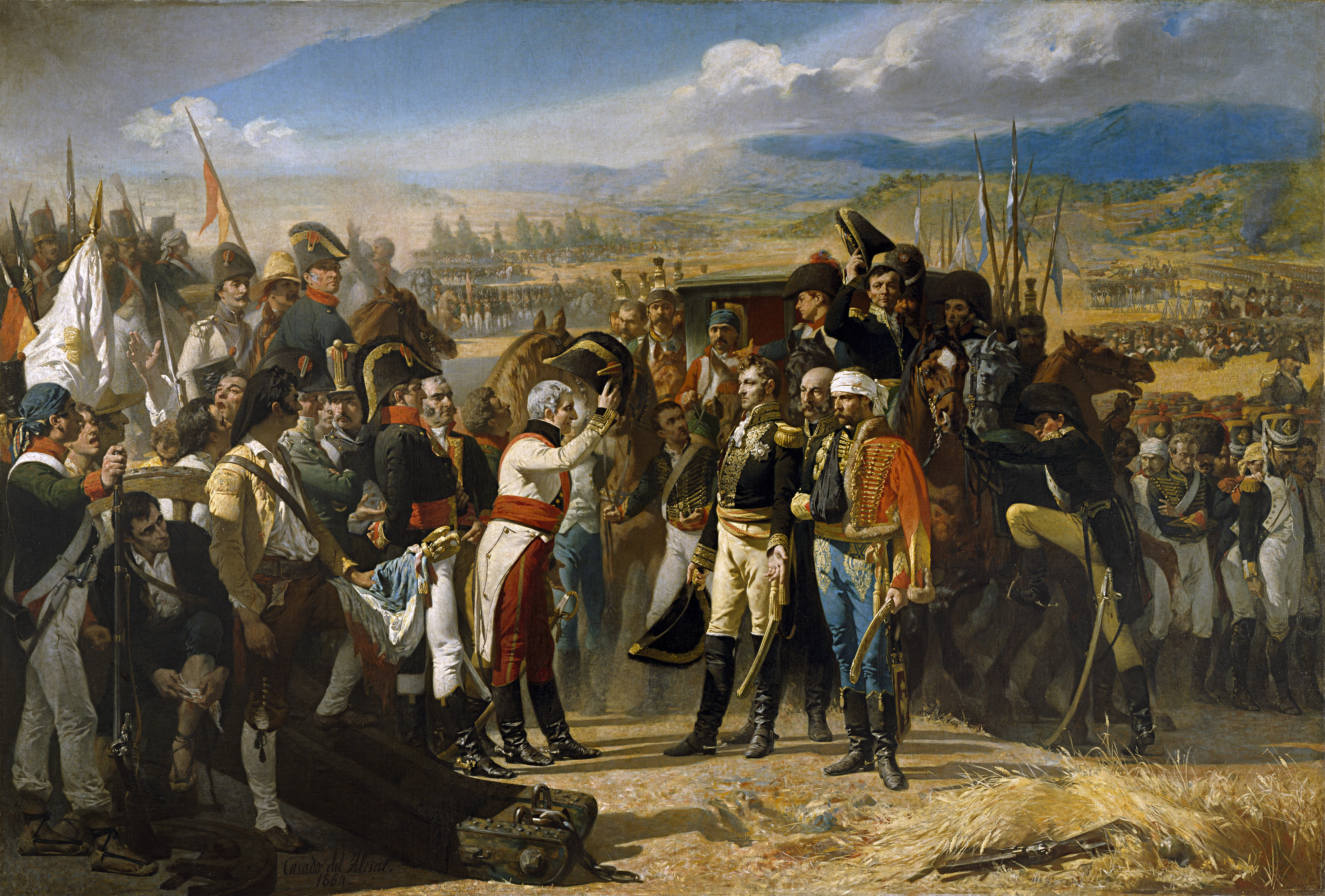
تسلیم بایلِن
۱۸۶۴ م.
موزه دل پرادو